# Castle Head
Castle Head é um castro da Idade do Ferro britânica que ocupa uma posição de comando num promontório no gargalo de uma proa no rio Tamar, no lado de Devon, perto de Dunterton. O forte está situado a aproximadamente 100 metros acima do nível do mar; existe outro trabalho de terraplenagem a sul no promontório a aproximadamente 50 metros acima do nível do mar, e outros no lado da Cornualha.